# Orbán Adrienn
Orbán Adrienn (Győr, 1986. október 1. –) magyar válogatott kézilabdázó, jobbszélső, jelenleg a Szombathelyi KKA játékosa.

## Pályafutása

### Klubcsapatban
A Balázs Béla ÁMK-ban ismerkedett meg a kézilabda alapjaival, majd Győrújbaráton, Komáromban is játszott, a 2006/2007-es szezonban pedig Vácra igazolt. A Váci NKSE-ben három évet szerepelt, itt a mezszáma még a 2 volt. A 2008/2009-es bajnokságban csapata legjobbja lett, mivel meccsenkénti átlaga meghaladta a hatot.
Ezek után a 2009/2010-es szezonban hazatért, az akkor még hatszoros magyar bajnok, ötszörös magyarkupagyőztes csapathoz, a Győri Audi ETO KC-hoz igazolt. A mezszáma a 22 lett. Az ETO-ban immár lehetőséget kapott a nemzetközi porondon való megmérettetésre, a legrangosabb kupasorozatban, a Bajnokok Ligájában való szereplésre is, melyben az elődöntőig jutott a csapat. 2010. február 28-án magyarkupagyőztes, 2010. május 8-án magyar bajnok lett a Győrrel. Hét bajnoki cím, hét magyarkupa-győzelem és két Bajnokok ligája-győzelem után 2017-ben szezon közben közös megegyezéssel felbontották a győri szerződését, és a bajnoki újonc Kisvárdai KC-hoz igazolt.
Kedvenc lövésfajtája az ejtés.

### Válogatottként
2009. március 4-én mutatkozott be válogatottként (mezszáma a válogatottban a 25-ös) a háromnapos, hazai rendezésű Pannon Kupán. Első mérkőzésén 3 gólt szerzett Szlovénia ellen.
Következő válogatott mérkőzésén, mely világbajnoki selejtező volt idegenben, Szlovákia csapata ellen, egy gólt szerzett. A gólja utáni rossz esésben könnyebb arcsérülést szenvedett, ezért a félidei szünetben végig jegelték. Azonban ez se hátráltatta abban, hogy a második játékrész utolsó húsz percére, mikor a szükség úgy hozta, visszaálljon, és fontos szerepet játsszon a nemzeti válogatott győzelmében. Az egy héttel későbbi, Szlovákia elleni hazai visszavágóra már nagyjából felépült, és 4 szerzett góljával csapata egyik húzóemberévé lépett elő, míg a magyar válogatott nagy arányú győzelemben múlta felül Szlovákiát, így téve biztossá a vb-n való indulását.
A 2009. szeptemberi dániai világkupán ideiglenesen nem szerepelt a válogatottban, helyette Kovacsicz Mónika játszott a jobbszélen. Azonban az első két Eb selejtezőn már ismét a keret tagja volt. A 2009. október 15-ei, hazai, Csehország elleni, majd az azt követő idegenbeli, Azerbajdzsán elleni találkozón is 3-3 gólt szerzett, a magyar válogatott pedig mindkét selejtezőjét megnyerte.
Szinte pontosan egy hónappal később (november 19-21.) a hazai rendezésű Pannon Kupán szerepelt újra válogatottként, ahol Hollandia, Ukrajna és Lengyelország volt az ellenfél. A három meccsen összesen 6 gólt szerzett, Magyarország pedig újfent megnyerte a tornát.
Két nappal a Pannon Kupa után Mátéfi Eszter kihirdette a 2009-es női kézilabda-világbajnokságra, Kínába utazó keretet, melynek tagja volt. A Kína és Németország ellen nyert tesztmérkőzések után kilenc éles meccset játszott a válogatott, melyek közül heten szerepelt, és 5 gólt dobott.

## Sikerei

### Klubcsapatban
- Magyar bajnokság:
  - felnőtt magyar bajnok: 2005, 2010, 2011, 2012, 2013, 2014, 2016
  - ifjúsági magyar bajnok: 2005
  - felnőtt NB I/B-s bajnoki bronzérem
- Magyar kézilabdakupa: aranyérmes: 2010, 2011, 2012, 2013, 2014, 2015, 2016
- EHF-bajnokok ligája:
  - Győztes: 2013, 2014, 2017
  - Döntős: 2012, 2016
  - Elődöntős: 2010, 2011

### Válogatottban
- Kézilabda-világbajnokság: 9. hely: 2009
- Főiskolai világbajnokság: 1. hely: 2010
- Európa-bajnokság: 7. hely: 2018

## Edzői

### Nevelőedzői
Basák Zoltán, Konkoly Csaba

### Eddigi edzői
Basák Zoltán, Konkoly Csaba, Róth Kálmán, Horváth Lajos, Vura József, Tóth Lászlóné, Gellért Ferenc, Csordás Árpád, Kenyeres József, Nyári József, Ambros Martín,Bakó Botond,Marosán György

### Válogatottbeli edzői
Imre Vilmos, Mátéfi Eszter